# Pyrrhura calliptera
El periquito aliamarillo o cotorra pechiparda (Pyrrhura calliptera) es una especie de ave de la familia Psittacidae, endémica de la Cordillera Oriental en los Andes de Colombia.

## Hábitat
Vive en elevaciones entre 1.600 y 3.400 m s. n. m., en el bosque de niebla y también en bosques montanos, bordes de bosque, páramos y subpáramos.

## Descripción
Mide 23 cm de longitud. Pico amarillento pálido. Área ocular desnuda blancuzca. Plumaje verde, con corona color marrón oscuro; garganta y pecho marrón oscuro con escamas color ante; cubiertas de los oídos, parche en el vientre y cola color granate.

## Alimentación
Se alimenta de bayas de Rubus; frutas de Cecropia, Clusia, Ficus, Brunellia; así como de semillas de Espeletia uribeii y maíz.

## Reproducción
La temporada reproductiva dura 85 a 94 días, entre septiembre y noviembre. Anida en una cavidad natural. La hembra pone 5 a 8 huevos.